# アシャッフェンブルク郡
アシャッフェンブルク郡 (ドイツ語: Landkreis Aschaffenburg) は、ドイツ連邦共和国バイエルン州ウンターフランケン行政管区の最も北西に位置する郡である。本郡は、ウンターフランケンで最も人口の多い郡であり、フランケン地方全体ではアンスバッハ郡に次いで2番目に人口の多い郡である。

## 地理

### 位置
郡域は、西はマイン川沿いの低地、北はカールグルントを含み、東はシュペッサルト山地の高地に至る。ローブルンの森の本郡郡域内にシュペッサルト山地最高峰のガイアースベルク（海抜 586 m）が含まれる。郡域の 200 km2 を超える部分が市町村に属さない森林地域である。マイン川は、ヘッセン州との州境の一部をなしている。郡南西部に位置するシュトックシュタットとグロースオストハイムの2町村がマイン川の左岸、すなわち西側に位置している。この付近はオーデンヴァルトの北東端の小領域を含んでいる。オーデンヴァルトはヴェーニヒウムシュタット集落の境界付近で高度 280 m に達する。カール川がマイン川に合流する地点が高度約 102 m の本郡の最低地点であるとともに、バイエルン州全体の最低地点である。その南に位置するカールシュタインの集落グロースヴェルツハイムがバイエルン州の最西端である。

### 隣接する郡
本郡は、西から時計回りに、ダルムシュタット＝ディーブルク郡、オッフェンバッハ郡、マイン＝キンツィヒ郡（以上、ヘッセン州）、マイン＝シュペッサルト郡、ミルテンベルク郡、郡独立市のアシャッフェンブルク（以上、バイエルン州）と境を接している。

## 歴史

### 地方裁判所
現在のアシャッフェンブルク郡の郡域は、1800年以前は主にマインツ大司教領であり、1814年あるいは1816年にバイエルン王国に編入された。1814年にアシャッフェンブルク地方裁判所 (ドイツ語: Landgericht) とローテンブーフ地方裁判所が創設された。1815年にアシャッフェンブルクが郡に属さない都市となった。1816年、アルツェナウ地方裁判所が創設された。これに伴って、ヘッセンの土地がバイエルンに編入された。地方裁判所管区はすべてウンターマイン郡、すなわち1838年以降のウンターフランケンに属した。1858年にはさらにシェルクリッペン地方裁判所が設けられた。

### ベツィルクスアムト

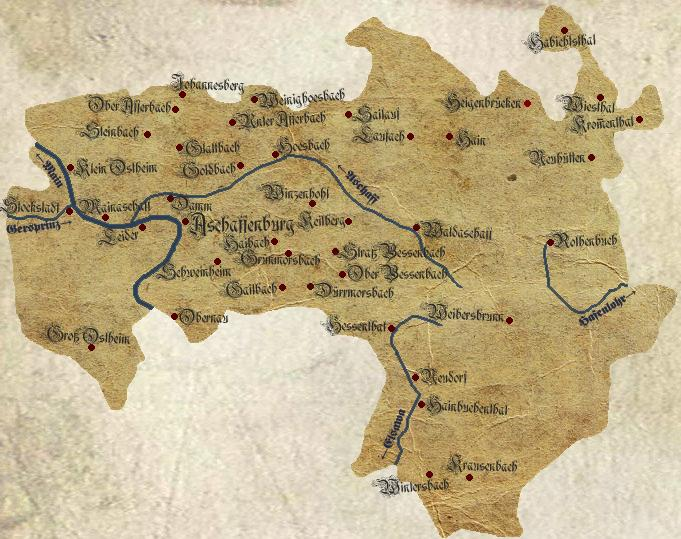
1875年頃のベツィルクスアムト・アシャッフェンブルクおよびアシャッフェンブルク市の行政管区図

ベツィルクスアムト・アシャッフェンブルク (ドイツ語: Bezirksamt) は、1862年にアシャッフェンブルク地方裁判所管区とローテンブーフ地方裁判所管区が統合されて新たに形成された。アルツェナウ地方裁判所とシェルクリッペン地方裁判所もベツィルクスアムト・アルツェナウ・イン・ウンターフランケンに統合された。
バイエルンのベツィルクスアムトの組織改革に伴い、1880年1月1日にベツィルクスアムト・アシャッフェンブルクは、ハービヒシュタール、クロンメンタール、ノイヒュッテン、ローテンブーフ、ヴィースタールをベツィルクスアムト・ロール・アム・マインに移管した。
アシャッフェンブルク市は1901年3月1日にライダー、同年6月1日にダムと、ベツィルクスアムトの町村を合併して拡大した。

### 郡
1939年1月1日、ドイツ国全土で行われたのと同様に、郡（ラントクライス、ドイツ語: Landkreis）という名称が使われることとなった。これにより、ベツィルクスアムトから、アルツェナウ・イン・ウンターフランケン郡とアシャッフェンブルク郡が成立した。
1939年4月1日にシュヴァインハイムがアシャッフェンブルクに合併した。

### アシャッフェンブルク郡
バイエルン州の地域再編に伴い、1972年7月1日にアシャッフェンブルク郡とアルツェナウ・イン・ウンターフランケン郡の両郡と旧ロール・アム・マイン郡のローテンブーフおよびヴィーゼン、同じく廃止されたオーベルンブルク・アム・マイン郡からプフラウムハイムとヴェーニヒウムシュタットとを併せて、新たにアシャッフェンブルク郡が形成された。アシャッフェンブルクは、郡独立市のまま新たな郡の郡庁所在地となった。
1975年4月1日、アシャッフェンブルク郡からガイルバッハが郡独立市のアシャッフェンブルクに移管された。1978年5月1日にオーベルナウがこれに続いた。
1976年7月1日、マイン＝シュペッサルト郡は、ヴィーゼンをアシャッフェンブルク郡に移管した。

## 住民

### 人口推移
1988年から2008年までの間にアシャッフェンブルク郡の人口は、約19,000人、約 12 % 増加した。2005年以降は、約175,000人をピークに減少傾向にある。
以下の表は、1987年5月25日時点の郡域にあたる地域の人口を示したものである。
| 年         | 1840   | 1900   | 1939   | 1950    | 1961    | 1970    | 1987    | 1995    | 2000    | 2005    | 2008    | 2012    |
| ---------- | ------ | ------ | ------ | ------- | ------- | ------- | ------- | ------- | ------- | ------- | ------- | ------- |
| 人口（人） | 46,113 | 52,069 | 79,835 | 102,706 | 116,777 | 140,733 | 152,367 | 170,565 | 173,915 | 174,974 | 173,707 | 172,575 |

## 行政

### 郡長
1945年以降、CSU が郡長職を独占している。
- 1945年 - 1947年: ハンス・ザイデル (CSU)
- 1947年 - 1952年: アルフォンス・ゴッペル (CSU)
- 1952年 - 1972年6月30日: ヨーゼフ・ケルペス (CSU)
- 1972年7月1日 - 2002年4月30日: ローラント・エラー (CSU)
- 2002年5月1日 - 2020年4月30日: ウルリヒ・ロイター (CSU)
- 2020年5月1日 - : アレクサンダー・レグラー (CSU)

### 郡議会
2020年3月15日の郡議会選挙の結果に基づく議席配分は以下の通り。
| 政党         | 議席数 |
| ------------ | ------ |
| Die LINKE    | 1      |
| SPD          | 9      |
| GRÜNE        | 13     |
| AfD          | 4      |
| CSU          | 28     |
| FREIE WÄHLER | 10     |
| Neue Mitte   | 2      |
| FDP          | 3      |
| 計           | 70     |

### 紋章
図柄: 頂部は銀地で、その中に2枚の緑の葉をつけた緑のオークの実が描かれている。その下部は、赤地と青地に左右二分割。向かって左は 6本スポークの銀の輪、向かって右は 3つの青いリングが描かれた銀の斜め帯。
この紋章は、まず1967年に認可され、1975年11月14日に再度改めて認可された。
マインツの輪は、アシャッフェンブルク地方が中世に属していたマインツ大司教・選帝侯領を示している。リングはメスペルブルン城を建設したエヒター家を象徴している。オークの枝は、本郡の一部をなしている森の豊かなシュペッサルト山地を表している。

## 経済と社会資本

### 交通

#### 鉄道
バイエルン邦有鉄道は、1854年にはヴュルツブルクからシュペッサルト山地を超えてアシャッフェンブルクに至る路線を運営しており、カール付近でライン川沿いに下るヘッセン・ルートヴィヒ鉄道 (HLB) に接続する。この路線はハーナウ - フランクフルト・アム・マイン方面に運行していた。HLB は、1858年にアシャッフェンブルクからヘッセンの宮廷都市ダルムシュタットへの路線も運行させた。
バイエルン邦有鉄道は、アシャッフェンブルクから以下の近郊鉄道を開通させた: 1876年にオーベルンブルク＝エルゼンフェルトを経由してミルテンベルクまで。1910年1月10日にオーベルンブルク＝エルゼンフェルト駅からシュペッサルト山地を通るオーベルンブルク＝エルゼンフェルト - ハイムブーヒェンタール線を開通させた。この路線は、ヴィンタースバッハから終着駅ハイムブーヒェンタールまでの約 3 km が本郡郡域を通っていた。1911/12年には、ヘーヒスト・イム・オーデンヴァルトまでの路線も営業を開始した。
旧アルツェナウ郡にとって特に重要なのは、1898年に建設された旧カールグルント鉄道 AG のカール - シェルクリッペン線である。この路線は現在ヘッセン州立鉄道によって運営されている。1997/98年以降、すべての列車はハーナウ中央駅まで運行しており、ライン＝マイン Sバーンに接続している。
郡域内の総距離 95 km のうち、18 km で旅客運行が廃止されている:
- 1968年　オーベルンブルク＝エルゼンフェルト - ハイムブーヒェンタール　3 km（郡外も合わせた廃止総距離は 16.8 km）
- 1974年　アシャッフェンブルク南駅 - ヘーヒスト/オーデンヴァルト　15 km

### ナンバープレート
1956年7月1日以降、自動車のナンバープレートとして、現行の識別コード「AB」が本郡に適用された。
1990年代まで、旧アルツェナウ郡の自動車には、識別コードとして KA から KZ のアルファベットと、100から999までの数値の組み合わせが使用されていた。
2013年7月11日以降、「ALZ」(Alzenau) の識別コードも使用されている。

## 文化と見所

### 自然・風致保護地区
郡内には、14の自然保護地区と 7つの風致保護地区がある。

### ジオトープ
2013年9月現在、郡内にはバイエルン州環境省が指定したジオトープが 30箇所ある。

## 市町村
括弧内の単位のない数値は2023年12月31日現在の人口である。
| 市 - アルツェナウ (Alzenau 18,787) 市場町 - ゴルトバッハ (Goldbach 10,300) - グロースオストハイム (Großostheim 16,388) - ヘスバッハ (Hösbach 13,323) - メムブリス (Mömbris 11,564) - シェルクリッペン (Schöllkrippen 4,338) - シュトックシュタット・アム・マイン (Stockstadt a.Main 8,203) 市町村に属さない地域 (204,30 km², unbewohnt) - シュペッサルトのハインの森 (Forst Hain im Spessart, 21.10 km2) - ハインリヒスタールの森 (Heinrichsthaler Forst, 26.76 km2) - フッケルハイムの森 (Huckelheimer Wald, 6.74 km2) - ロールブルンの森 (Rohrbrunner Forst, 39.05 km2) - ローテンブーフの森 (Rothenbucher Forst, 34.89 km2) - ザイラウフの森 (Sailaufer Forst 14.36 km2) - シェルクリッペンの森 (Schöllkrippener Forst, 18.09 km2) - ヴァルトアシャッフの森 (Waldaschaffer Forst, 23.12& km2) - ヴィーゼンの森 (Wiesener Forst, 20.19 km2) | 町村 - ベッセンバッハ (Bessenbach 5,609) - ブランケンバッハ (Blankenbach 1,528) - ダムバッハ ([Dammbach 1,942) - ガイゼルバッハ (Geiselbach 2,138) - グラットバッハ (Glattbach 3,420) - ハイバッハ (Haibach 8,628) - ハイゲンブリュッケン (Heigenbrücken 2,288) - ハイムブーヒェンタール (Heimbuchenthal 2,218) - ハインリヒスタール (Heinrichsthal 824) - ヨハネスベルク (Johannesberg 3,994) - カール・アム・マイン (Kahl a.Main 8,403) - カールシュタイン・アム・マイン (Karlstein a.Main 8,125) - クラインカール (Kleinkahl 1,883) - クラインオストハイム (Kleinostheim 8,431) - クロムバッハ (Krombach 2,121) - ラウファッハ (Laufach 5,308) - マインアシャッフ (Mainaschaff 9,112) - メスペルブルン (Mespelbrunn 2,283) - ローテンブーフ (Rothenbuch 1,744) - ザイラウフ (Sailauf 3,565) - ゾンマーカール (Sommerkahl 1,307) - ヴァルトアシャッフ (Waldaschaff 4,308) - ヴァイバースブルン (Weibersbrunn 1,942) - ヴェステルングルント (Westerngrund 1,990) - ヴィーゼン (Wiesen 1,042) 行政共同体 - ハイゲンブリュッケン行政共同体 ハイゲンブリュッケン、ハインリヒスタール - メスペルブルン行政共同体 ダムバッハ、ハイムブーヒェンタール、メスペルブルン - シェルクリッペン行政共同体 ブランケンバッハ、クラインカール、クロムバッハ、シェルクリッペン、ゾンマーカール、ヴェステルングルント、ヴィーゼン |

## 引用
1. ↑  https://www.statistikdaten.bayern.de/genesis/online?operation=result&code=12411-003r&leerzeilen=false&language=de Genesis-Online-Datenbank des Bayerischen Landesamtes für Statistik Tabelle 12411-003r Fortschreibung des Bevölkerungsstandes: Gemeinden, Stichtag (Einwohnerzahlen auf Grundlage des Zensus 2011)
2. ↑  Wilhelm Volkert, Richard Bauer (Hrsg.): Handbuch der bayerischen Ämter, Gemeinden und Gerichte 1799–1980. Beck, München 1983, ISBN 3-406-09669-7, S. 422.
3. ↑  Wilhelm Volkert, Richard Bauer (Hrsg.): Handbuch der bayerischen Ämter, Gemeinden und Gerichte 1799–1980. Beck, München 1983, ISBN 3-406-09669-7, S. 97.
4. ↑  “Kreistagswahl - Kommunalwahlen 2020 im Landkreis Aschaffenburg - Gesamtergebnis”. 2021年4月15日閲覧。
5. ↑  https://www.statistikdaten.bayern.de/genesis/online?operation=result&code=12411-003r&leerzeilen=false&language=de Genesis-Online-Datenbank des Bayerischen Landesamtes für Statistik Tabelle 12411-003r Fortschreibung des Bevölkerungsstandes: Gemeinden, Stichtag (Einwohnerzahlen auf Grundlage des Zensus 2011)